# Сіфакс
Сіфакс (лат. Syphax, дав.-гр. Σύφαξ) (250 р. до н. е. — 202 р. до н. е.) — цар стародавнього массесілійського племені у Західній Нумідії. Брав участь у військових діях Другої Пунічної війни Карфагену з Римом.

### Карфаген і Нумідія
Нумідійське царство — в античний період область у Північній Африці на території сучасних Тунісу та Алжиру, обмежена з півночі Середземним морем. За часів Пунічних воєн Нумідію населяли два народи: массесіли та массилії — східні нумідійці.
Вожді массилів і массесилів постійно ворогували між собою.
Як писав Аппіан у своїй «Історія Риму» «в Лівії було безліч царів, кожен над своєю частиною, вище ж всіх був Сіфакс, що мав й у інших племен виняткову пошану».
Як і населення інших територій, підвладних Карфагену, нумідійців платили податки в казну міста і вважалися частиною його населення. Але головна роль, яку грали нумідійці в житті Карфагену, все ж була військова.
Західні нумідійці разом із східними та інші народи, що населяли в ті часи античне Середземномор'я були втягнені у Пунічні війни, в яких Стародавній Рим зіткнувся з Карфагеном в III—II століттях до н. е.
Нумідійська кіннота була найбоєздатнішою частиною пунійського війська, кіннота надала неоціненну послугу під час завоювання Іспанії і в першій половині Другий пунічної війни — це завдяки швидкості і натиску нумідійської кавалерії Ганнібал завдав тяжкі поразки римлянам, у тому числі в знаменитій битві при Каннах. Карфаген за всяку ціну прагнув отримати войовничих вершників, пихата пунійська верхівка не гребувала навіть спорідненістю з вождями напівдиких племен.

### Розбрат із Карфагеном та союз із Римом
213 р. до н. е. у Сіфакса виник конфлікт із східним сусідом — правителем массилійских нумідян Галою і його рідним сином Масиніссою, через доньку карфагенського командувача Гасдрубала Софонісби, яка була обіцяна Массиніссі.
Аби натиснути на Гасдрубала Сіфакс взявся грабувати володіння Карфагену. Міжусобицею не проминули скористатися римляни, які готували похід у Африку.
Як писав Тіт Лівій у своїй «Історії від заснування міста» (лат. «Ab urbe condita») «римляни відправили до нього послами трьох центуріонів укласти дружній союз і пообіцяти, якщо він і надалі буде дошкуляти карфагенян війною, то з часом сенат і народ римський щедро відплатить йому добром. Варвару це посольство було приємним; поговоривши з послами, як вести війну, і послухавши старих солдатів, порівнявши порядок і дисципліну, він зрозумів, як багато у військовій справі йому невідомо. Він попросив ставитись до нього, як до доброго і вірного союзника: нехай двоє повернуться з донесенням до свого начальника, один же залишиться у нього вчителем військового мистецтва. <…> Царство його густо заселене, але він не знає, як озброїти і навчити своїх людей, цю випадково зібрану величезну безладну юрбу».
Воювати пішими нумідійці не вміли, бо споконвіку навчалися мистецтву кінного бою. Сіфакс розумів, щоб зрівнятися силами з ворогом йому потрібне піше військо.
Римський центуріон Квінт Статорій, що залишився як інструктор, набрав численний загін піхотинців з молоді, навчив їх шикуватися на римський манер, дотримуватися ладу, виконувати військові роботи і маневри. Незабаром цар Сіфакс міг покладатися на піхоту не менш, ніж на кінноту.
Дружба із Сіфаксом посилила вплив римлян в Іспанії. Дізнавшись про цей союз, до римлян перейшли багато нумідійців з інших племен.

### Поразка і припинення союзу з Римом
Карфагеняни, дізнавшись про цю дружбу, відчули небезпеку, бо об'єднавшись з римлянами Сіфакс ставав грозою африканських царів і племен.
Не чекаючи на таке об'єднання, карфагенські легіони разом із кіннотою массиліїв під проводом Массиніссі змусили Сіфакса тікати на узбережжя океану.
У 211 р. до н. е. у битвах за Іспанію із Гасдрубалом і Масиніссою брати Публій Корнелій та Ґней Сципіони загинули. В результаті союз Риму з Сіфаксом обірвався.

### Альянс із Карфагеном
207 р до н. е. юний Публій Корнелій Сципіон Африканський підкорив Іспанію і вирушив до Африки для нових переговорів з Сіфаксом.
Потужний союзник на півночі Африки був вкрай необхідний молодому римському полководцю.
Але Сіфакс, хоча і підтримував дружні стосунки з Римом, міркував, що для нього поки вигідніше зберігати альянс із Карфагеном, який був ближче й істотно впливав на його царство.
Тепер, коли підійшов час для вторгнення, Сципіон вирішив зробити ще одну спробу відірвати царя від карфагенян. Завдяки випадку його давній опонент в Іспанії Гасдрубал Гіскон теж виявився в столиці Сіфакса, зайшовши в гавань на шляху в Карфаген. Сіфакс, задоволений візитом цих відомих представників двох великих держав, влаштував все так, щоб римський полководець і його карфагенський противник разом пообідали у нього. Згідно з хронікою, римлянин так вразив Гасдрубала, що карфагенянин їхав у великій тривозі за майбутнє своєї батьківщини.
Сципіону здалося, що він заручився підтримкою царя Сіфакса в майбутній війні на території Північної Африки, але Гасдрубал Гіскон, знаючи, що нумідійського царя можуть спокусити обіцянки римлян, запропонував йому в дружини свою сестру Софонісбу. Старий цар закохався, зажадавши юну, чарівну і розумну дівчину. Массесіляни підписали новий договір про альянс з Карфагеном, і Гасдрубал умовив царя повідомити про це Сципіона.
Справедливо вважаючи, що без нумідійской кінноти карфагенська армія буде слабкіше, Сципіон ще раз спробував схилити царя Сіфакса на свою сторону.

### Спроба припинити війну та втрата боєздатного війська
Володар массесілян у першу чергу турбувався про свої володіння і тими загрозами, яким піддає війна його царство, тому виступив у ролі посередника і спробував помирити противників (запропонув їм добровільно піти з територій один одного). Але Сципіон, який прагнув до слави і впевнений у перемозі, лише вдавав, ніби зацікавлений у мирному врегулюванні. Він продовжував готуватися до війни і таємно посилав своїх людей на розвідку в табори карфагенян і нумідійців. Дізнавшись облаштування таборів і розташування військ, він вирішив раптово уночі напасти на позиції Гасдрубала і Сіфакса, наказавши у ночі підпалити очеретяні хатини, у яких перебувало вороже військо. Скориставшись пожежею і панікою, розгромив їхній табір.
У цій бійні і вогні загинула основна частина армії, в якій було 50 000 піхотинців і 13 000 вершників.
Через кілька місяців, у 203 році, карфагеняни зазнали чергової нищівної поразки у відкритому бою на рівнині на південь від Утіки. Сіфакс відступив у Нумідію і зібрав нову армію. Із цим невишколеним військом вирушив у похід. Сципіон доручив Лелію і Масинісса переслідування Сіфакс.

### Поразка, приниження полоном і смерть Сіфакса
Сципіон і Сіфакс зустрілися 23 червня 203 року до н. е. біля міста Цірта. Більш численна кіннота Сіфакса почала тіснити римську кінноту, але втручання римських піхотинців змусило нумідійців відступити. Сіфакс був поранений і взятий у полон. Римляни, показавши захисникам Цірта захопленого в полон царя, змусили їх здати місто.
Під час тріумфу Сципіона в Римі Сіфакс був примушений йти в його процесії, що було особливо почесно для тріумфатора, але вкрай принизливо для бранця.
Помер в полоні в Тібурі (сучасний Тіволі) в 202 або 203 році до н. е.